# Svenner
Der norwegische Svenner (Kennung: G03) war ein Zerstörer der britischen S-Klasse. Das Schiff gehörte zur im Januar 1941 erfolgten fünften Bestellung von Zerstörern für die Royal Navy aus dem War Emergency Program. Der Zerstörer lief als einer der letzten der S- und T-Klasse als Shark vom Stapel. Als der Zerstörer auf der Werft von Scotts am 1. März 1944 fertiggestellt wurde, übernahm jedoch die norwegische Marine den Zerstörer als Svenner auf Leihbasis. Die sehr kurze Einsatzzeit der Svenner endete schon am Morgen des 6. Juni 1944 vor dem Landungsabschnitt Sword Beach in der Normandie, als sie von einem Torpedo eines deutschen Torpedoboots der 5. Torpedobootsflottille mittschiffs getroffen wurde. Die Svenner zerbrach und sank. 34 norwegische und ein britisches Besatzungsmitglied starben beim Untergang des Zerstörers.
Laut dem offiziellen Bericht des kanadischen Verteidigungsministeriums (This ship [die Svenner] and the U.S. destroyer Corry, which was mined (and possibly also struck by shellfire) in the "UTAH" area, were the only major Allied warships lost that day.)
Der Zerstörer USS Corry (DD-463) erhielt wahrscheinlich Treffer von 210-mm-Geschossen von Küstenbatterien der Wehrmacht und sank schnell. 24 Männer starben.

## Baugeschichte
Die Svenner war ein Zerstörer der S-Klasse und verdrängte 1710 tn.l. als Standard und vollbeladen 2530 tn.l. Die Svenner war wie die Schwesterschiffe 110,6 m lang, 10,9 m breit und hatte einen Tiefgang von bis zu 4,4 m. Der Antrieb erfolgte über zwei Parsons-Getriebeturbinensätze, die jeweils eine Schraubenwelle antrieben. Die Antriebsleistung von zusammen maximal 40.000 PSw wurde mit dem Dampf von zwei Admiralitäts-Kesseln erzeugt und gab dem Schiff eine Höchstgeschwindigkeit von über 36 kn. Bei Volllast konnte die Svenner bis zu 615 tn.l. Treiböl mitführen, mit denen sie bei 20 kn Marschgeschwindigkeit bis zu 4675 sm zurücklegen konnte.
Ihre Besatzung bestand im Normalfall aus 170 Mann.
Bewaffnet war der Zerstörer mit vier 12,0-cm-L/45-Mark-XII-Geschützen, die durch die neue Lafettierung mit großem Höhenrichtbereich echte Mehrzweckwaffen waren. Zur Abwehr von Luftangriffen standen noch ein Bofors-4,0-cm-Zwillingsgeschütz in einer in den Niederlanden entwickelten Lafette des Typs Hazemeyer und vier automatische Zwillingskanonen vom Typ 2,0-cm-Oerlikon zur Verfügung. Dazu war der Zerstörer noch mit zwei 53,3-cm-Vierfachtorpedorohrsätzen bewaffnet und hatte in der Regel 70 Wasserbomben an Bord, die über zwei Ablaufschienen und vier Werfer eingesetzt wurden.
Das Schiff wurde in der fünften, im Januar 1941 im Rahmen des War Emergency Program erfolgten Bestellung von Zerstörern für die Royal Navy als zweiter Auftrag an die Scotts Shipbuilding and Engineering Company in Greenock vergeben. Der Bau des Schiffes wurde im November 1941 in Greenock drei Monate nach dem ebenfalls bei Scotts zu fertigenden Schwesterschiff Serapis begonnen. Am 1. Juni 1943 lief es für die Royal Navy als Shark vom Stapel. Als es am 11. März 1944 als letztes Schiff der Klasse in Dienst gestellt wurde, wurde es von der norwegischen Exilmarine als Svenner übernommen und behielt die britische Kennung G03. Da waren die sieben Schwesterschiffe und die acht Schiffe der T-Klasse schon im Dienst, darunter seit November 1943 die als Success bei White gebaute Stord der norwegischen Marine. Vor der norwegischen Marine hatten neben Commonwealth-Marinen auch die polnische und die niederländische Marine britische Zerstörerneubauten erhalten.

## Einsatzgeschichte
Nach der Indienststellung wurde die Svenner der 23. Zerstörerflottille der Royal Navy zugeteilt. Diese bestand aus den Zerstörern der S-Klasse und hatte sich um den Jahreswechsel 1943/1944 bei der Versenkung der Scharnhorst im Nordmeer ausgezeichnet. Zur Flottille gehörte auch der andere norwegische Zerstörer Stord. Die noch notwendigen Abnahmetests und das Einfahren der Besatzung der Svenner fanden bei der Home Fleet in Scapa Flow statt. Schon im April wurde der neue Zerstörer den Unterstützungskräften der geplanten Invasion in der Normandie zugewiesen. Die Svenner sollte den gelandeten Truppen Artillerieunterstützung in Landungsabschnitt Sword Beach leisten und Küstenbefestigungen der Wehrmacht bei Cabourg bekämpfen. Anfang Mai verlegte das Schiff an den Ärmelkanal.

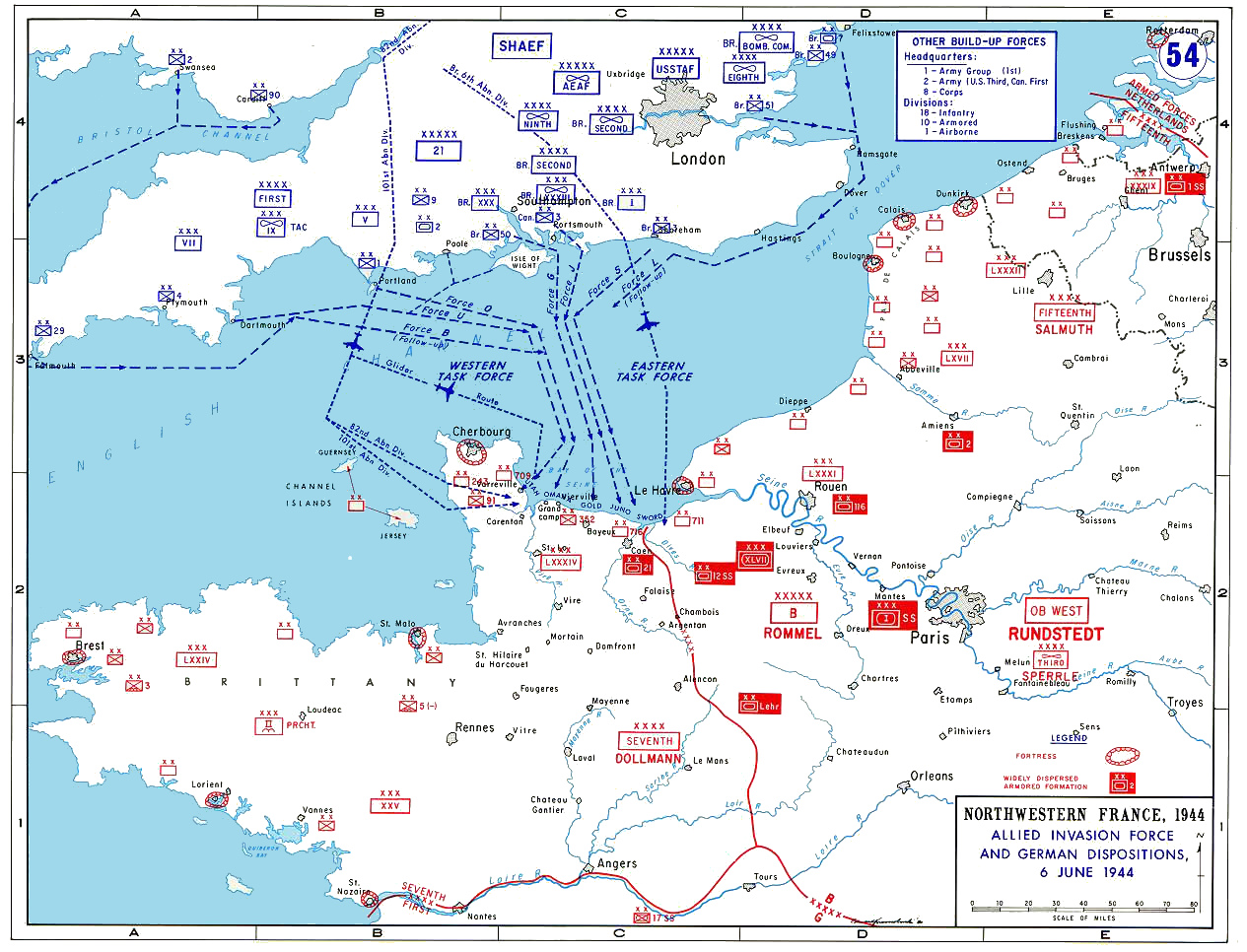
Alliierte Landung in der Normandie

Anfang Juni geleitete die Svenner mit weiteren Zerstörern der 23. Flottille die für den Landungsabschnitt Sword vorgesehenen Einheiten vom Clyde zum Solent. Von dort überquerten die zur Artillerieunterstützung vorgesehenen Einheiten und die Landungsschiffe dann in der Nacht zum 6. Juni 1944 hinter Minensuchern den Ärmelkanal.
Am frühen Morgen hatten zwei Schlachtschiffe, ein Monitor, fünf Kreuzer, über zehn Zerstörer und Geleitfahrzeuge ihre Positionen erreicht und begannen hinter einem von einer Douglas Boston der RAF ausgebrachten Rauchschleier mit der Beschießung der deutschen Küstenstellungen.
Die Svenner wurde gegen 5:30 Uhr von zwei Torpedos der aus Le Havre zum Landungsbereich vorgedrungenen 5. Torpedoflottille unter Korvettenkapitän Heinrich Hoffmann getroffen. Die Deutschen waren eine Stunde früher ausgelaufen. Sie konnten sich mit den drei Torpedobooten T 28, Jaguar und Möwe durch den von den Alliierten gelegten Rauchschleier, den sie erst für Seenebel hielten, dem britischen Angriffsverband unbemerkt bis auf Torpedoschussweite nähern. Die alliierten Einheiten waren auf die in Kürze beginnende Beschießung der Küste konzentriert, als die Deutschen mit hoher Geschwindigkeit angriffen. Die vom Umfang der Landungsflotte überraschten Deutschen schossen eine Salve von fünfzehn Torpedos ab und zogen sich sofort wieder vor den weit überlegenen Briten zurück. Zumindest die Arethusa beschoss die Torpedoboote. T 28 erlitt einen Treffer, der den Funk außer Betrieb setzte.
Die Svenner wurde mittschiffs getroffen und zerbrach nach einer Explosion. Die Bug- und Hecksektion ragten eine Weile weit aus dem Wasser. Das Heck sank dann schnell, die Bugsektion war noch einige Tage später zu sehen. 32 Norweger und ein britisches Besatzungsmitglied wurden getötet. 185 Mann, darunter 15 Verwundete, konnten gerettet werden. Die Schiffbrüchigen wurden von einigen zur Hilfe eilenden Schiffen gerettet. Das Schwesterschiff Swift rettete 67 Mann, während die meisten Schiffe ihre Einsatzbefehle zur Unterstützung der landenden Truppen ausführten. Den anderen Torpedos konnten die alliierten Schiffe ausweichen oder sie verfehlten ihre Ziele, so dass der Verband keine weiteren Verluste erlitt.
Die Kriegsmarine versenkte am Landungstag nur eins (die Svenner) oder eventuell zwei Schiffe der Westalliierten.
Das Wrack liegt heute in 31 Meter Tiefe auf 49° 28′ N, 0° 15′ W. Der Anker der Svenner wurde 2003 gehoben und als „The Svenner Memorial“ am Sword Beach bei Hermanville-sur-Mer aufgestellt.

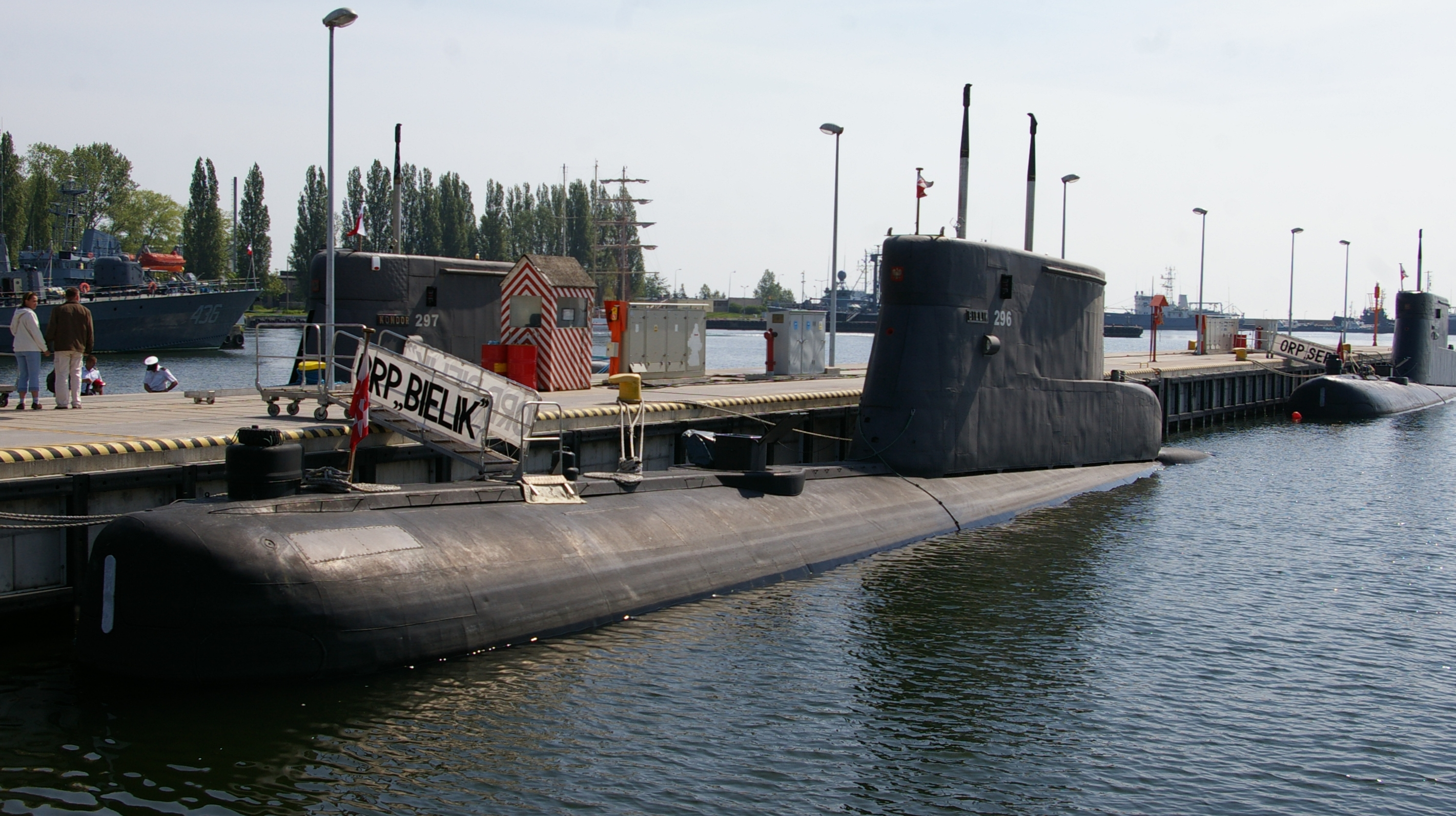
Die polnische Bielik ex Svenner

## Erneute Namensverwendung
Ab 1967 hatte die norwegische Marine mit einem U-Boot der Kobben-Klasse, das Svenner benannt wurde, einen Namensnachfolger. Die bei den Nordseewerken in Emden gebauten Boote der Klasse 207 waren die ersten U-Boot-Exporte der Bundesrepublik Deutschland. Das U-Boot Svenner kam am 12. Juni 1967 als 15. und letztes Boot der Klasse in den Dienst der norwegischen Marine. Das in Norwegen außer Dienst gestellte Boot kam 2003 als Bielik als zweites von vier Booten an Polen.